# Call You Mine
"Call You Mine" - пісня американського дуету The Chainsmokers за участі американської співачки Бібі Рекси. Вона була випущена як сингл із альбому The Chainsmokers World War Joy 31 травня 2019 разом із кліпом. "Call You Mine" є третім спільним синглом The Chainsmokers та Бібі Рекси.

## Чарти
| Чарт (2019)                                  | Найвища позиція |
| -------------------------------------------- | --------------- |
| Австралія (ARIA)                             | 32              |
| Австрія (Ö3 Austria Top 75)                  | 32              |
| Бельгія (Ultratip Flanders)                  | 4               |
| Бельгія (Ultratip Wallonia)                  | 13              |
| Канада (Canadian Hot 100)                    | 56              |
| Чехія (Singles Digitál Top 100)              | 30              |
| Німеччина (Official German Charts)           | 55              |
| Угорщина (Stream Top 40)                     | 15              |
| Ірландія (IRMA)                              | 25              |
| Малайзія (RIM)                               | 19              |
| Нідерланди (Dutch Top 40)                    | 26              |
| Нідерланди (Mega Single Top 100)             | 62              |
| Нова Зеландія (Recorded Music NZ)            | 39              |
| Норвегія (VG-lista)                          | 28              |
| Словаччина (Singles Digitál Top 100)         | 23              |
| Швеція (Sverigetopplistan)                   | 37              |
| Швейцарія (Media Control AG)                 | 42              |
| Велика Британія (Official Charts Company)    | 54              |
| США (Billboard Hot 100)                      | 67              |
| США (Hot Dance/Electronic Songs) (Billboard) | 3               |
| США (Mainstream Top 40) (Billboard)          | 31              |